# الحازة السفلى (الخبت)

تعديل مصدري - تعديل

الحازة السفلى هي إحدى قرى عزلة نمرة بمديرية الخبت التابعة لمحافظة المحويت، بلغ تعداد سكانها 425 نسمة حسب تعداد اليمن لعام 2004.